# Headonornis hantoniensis
Headonornis hantoniensis — викопний вид гусеподібних птахів вимерлої родини Presbyornithidae. Описаний з решток часткового коракоїда, який знайдено у графстві Гемпшир в Англії. Також там виявлені елементи крил. Деякі дослідники вважають, що вид може належати до фламінгоподібних.